# Roman Rutkowski (koszykarz)
Roman Rutkowski (ur. 3 czerwca 1969) – polski koszykarz, który występował na pozycjach skrzydłowego, reprezentant Polski.

## Osiągnięcia
Klubowe
- Brązowy medalista mistrzostw Polski (1996)[1]
- Finalista Pucharu Polski (1997)[1]
- 3-krotny uczestnik meczu gwiazd PLK (1994, 1995, 1996)[2]
- Uczestnik rozgrywek Puchar Koracia (1996–1998)